# Lutz Gernert
Lutz Gernert (* 1961/1962) ist ein ehemaliger deutscher American-Football-Spieler.

## Laufbahn
Gernert spielte bei den Hamburg Dolphins, von 1992 bis 1997 trug er dann die Farben der Hamburg Blue Devils. In dieser Zeit gewann er mit der Mannschaft 1996 den deutschen Meistertitel sowie 1996 und 1997 den Eurobowl. Mit der deutschen Nationalmannschaft wurde Gernert 1993 Dritter der Europameisterschaft.
Der 1,80 Meter große und während seiner Footballkarriere 112 Kilo wiegende Gernert wurde auf der Center-Position eingesetzt. Er ist der jüngere Bruder von Axel Gernert, dem früheren Präsidenten und „Macher“ der Blue Devils.